# Gonzeville

Gonzeville este o comună în departamentul Seine-Maritime, Franța. În 1 ianuarie 2022 avea o populație de 121 de locuitori.